# Zygmunt Ledóchowski
Zygmunt Ledóchowski (ur. 13 listopada 1898 w Warce, zm. 15 września 1965 w Gdańsku) – polski chemik, nauczyciel akademicki, żołnierz Armii Krajowej.  Prezes Polskiego Towarzystwa Chemicznego , przewodniczący Gdańskiego Oddziału PTChem w latach 1949–1950 i 1957–1958, członek Komitetu Chemii i Technologii Organicznej PAN, Rady Naukowej Instytutu Farmaceutycznego w Warszawie.
Uczył się na prywatnych kompletach, do gimnazjum chodził w Gostyninie, później w Warszawie. Gimnazjum  ukończył w 1918. Był absolwentem kierunku Chemia na Wydziale Filozoficznym Uniwersytetu Warszawskiego uzyskując dyplom magistra. Stopień naukowy doktora w zakresie chemii i fizyki na UW uzyskał 18 stycznia 1932 (promotor W. Lampe). Tytuł profesora nadzwyczajnego uzyskał na wniosek Politechniki Gdańskiej z dnia 12 września 1962.
Podczas pracy na Politechnice Gdańskiej wypromował 11 doktorów.
Był kontrolerem Okręgowej Izby Kontroli w Warszawie – prowadził inspekcje zakładów  produkujących środki chemiczne.
W latach 1929–1934, 1940–1944, 1945–1947 pracował w Państwowym Zakładzie Higieny w Warszawie. W czasie okupacji hitlerowskiej działał w konspiracji. Prowadził badania i produkcję materiałów wybuchowych dla Armii Krajowej.
W latach 1945–1946 wykładał na Wydziale Lekarskim i Stomatologicznym Uniwersytetu Łódzkiego. W 1947 roku przeniósł się do  Gdańska. Kierował Katedrą Technologii Środków Leczniczych na Wydziale Chemicznym Politechniki Gdańskiej od 1947 do 1965 (od 1 września 1947 na stanowisku kontraktowego profesora nadzwyczajnego). W 1963 został profesorem zwyczajnym. Od 1 maja 1965 do śmierci – czyli 15 września 1965 dziekan Wydziału Chemicznego Politechniki Gdańskiej.
Współpracował z Komitetem Nauk Chemicznych PAN, Polskim Towarzystwem Chemicznym oraz Instytutem Onkologii w Warszawie i Gliwicach. Duża część prac profesora opatentowana została w Polsce i innych krajach, w tym w USA, ZSRR i Japonii. Odznaczony Krzyżem Kawalerskim Orderu Odrodzenia Polski
Był stryjem prof. Andrzeja Ledóchowskiego, także specjalizującego się w chemii leków; był promotorem jego doktoratu. Zmarł bezpotomnie w Gdańsku. Pochowany w grobowcu rodzinnym na cmentarzu parafialnym w Warce. Jedna z ulic w Warce nosi jego imię.

## Zakres tematyki naukowej
Chemia leków, nowe sulfamidy i sulfony przeciwgruźlicze, a od 1959 poszukiwanie związków przeciwnowotworowych wśród pochodnych akrydyny.
Specjalizował się w badaniu nad lekami nad najgroźniejszymi chorobami (gruźlica i nowotwory).